# بایمرشتن
بایمرشتن (به آلمانی: Beimerstetten) یک شهر در آلمان است که در الب-دانو-کریس واقع شده‌است. بایمرشتن ۲٬۴۵۳ نفر جمعیت دارد.